# T.V. Soong
Tse-ven Soong, mest känd som T.V. Soong, var en affärsman, diplomat och politiker i Kina under 1900-talets första hälft. Han tillhörde en av Kinas mest rika och betydelsefulla familjer som räknades "Kinas fyra stora familjer" under den republikanska eran.
Soong tillhörde det kinesiska hakka-folket och var den rike kristne affärsmannen Charlie Soongs ende son. Hans tre systrar Soong Ai-ling, Soong Ching-ling och Soong May-ling gifte sig med H.H. Kung, Sun Yat-sen respektive Chiang Kai-shek, vilket innebar att Tse-ven var svåger med flera av Kinas mäktigaste män som kunde bistå hans karriär. Han fick sin högsta utbildning vid Harvard University i USA och återvände till Kina för att bli aktiv i affärslivet.
När det nationalistiska Kuomintang-partiet splittrades under Nordfälttåget i januari 1927, deltog Soong tillsammans med Wang Jingwei, Sun Fo, Eugene Chen och sin syster Soong Ching-ling i den utbrytarregering i Wuhan som gjorde anspråk på att företräda hela partiet. När Kuomintang åter enades i slutet på året fick han snabbt viktiga funktioner i den nya centralregeringen i Nanking.
I Nanking-regimen blev han chef för den kinesiska centralbanken och finansminister (1928–1931, 1932 – 1933), utrikesminister (1942 – 1945), och premiärminister (1945–1947). Han var under två perioder Republiken Kinas premiärminister (25 september – 4 december 1930 och senare 1945–1947). Soong var ledare för den kinesiska delegationen till "The United Nations Conference on International Organization" i San Francisco i april 1945, den organisation som senare ombildades till Förenta nationerna.
Under krigsåren finansierade han de Flygande tigrarna, en amerikansk frivillig flygkår som senare gick upp i US Air Force. I detta samarbetade han nära med Claire Chennault och sin syster May-ling. Efter nationalisternas nederlag i det kinesiska inbördeskriget emigrerade han till New York City i USA, där han bodde under resten av sitt liv. Han avled vid 77 års ålder av ett slaganfall under ett affärsbesök i San Francisco 